# دانيال وايس
دانيال وايس (بالألمانية: Daniel Weiss)‏ هو متزلج فني ألماني، ولد في 18 يوليو 1968 في إنغولشتات في ألمانيا.